# Martina Schwarz
Martina Schwarz, nata Schmidt (Parchim, 1º settembre 1960), è un'ex pallavolista ed ex giocatrice di beach volley tedesca, vincitrice della medaglia d'argento olimpica con la Nazionale della Germania Est a Mosca 1980.

## Carriera
In patria ha militato dal 1974 al 1990 nello Schweriner vincendo sette campionati e quattro coppe nazionali, a cui si aggiungono la Coppa dei campioni nel 1978/1979 e la Coppa delle Coppe nel 1974/1975.
Dopo la riunificazione tedesca ha militato da prima nell'Alstertal-Harkheide e, dal 1996 al 2006, nel Norderstedt.
Una volta chiusa la carriera nella pallavolo, si è dedicata al beach volley dove si è laureata per due volte campionessa tedesca insieme a Beate Paetow.

## Vita privata
Ha sposato il collega Detlef Schwarz, da cui ha preso il cognome. I due hanno avuto un figlio, Christoph, anche lui pallavolista.

## Palmarès

### Club
- Campionato tedesco dell'Est: 7

1975-76, 1976-77, 1979-80, 1980-81, 1981-82, 1982-83, 1983-84
- Coppa di Germania dell'Est: 4

1980-81, 1981-82, 1987-88, 1989-90
- Champions League: 1

1978-1979
- Coppa delle Coppe: 1

1974-75